# Vilosnes-Haraumont
Vilosnes-Haraumont är en kommun i departementet Meuse i regionen Grand Est (tidigare regionen Lorraine) i nordöstra Frankrike. Kommunen ligger i kantonen Dun-sur-Meuse som tillhör arrondissementet Verdun. År 2022 hade Vilosnes-Haraumont 254 invånare.

## Befolkningsutveckling
Antalet invånare i kommunen Vilosnes-Haraumont
| Referens: INSEE |